# Michel Butor
Pour les articles homonymes, voir Butor.
Michel Butor est un poète, romancier, enseignant, essayiste, critique d'art et traducteur français né le 14 septembre 1926 à Mons-en-Barœul (Nord) et mort le 24 août 2016 à Contamine-sur-Arve (Haute-Savoie).
Il est célèbre pour son roman La Modification (1957), ouvrage majeur du Nouveau roman, pour la part de son œuvre consacrée aux livres d'art, et pour ses travaux universitaires sur la littérature française.

## Biographie
Michel Butor, né à Mons-en-Barœul en 1926, emménage avec sa famille à Paris en 1929 et y suit ses études. Au début de la Seconde Guerre mondiale, durant la période connue sous l'appellation de « drôle de guerre », il suit ses parents à Évreux (Eure) où il est scolarisé au collège jésuite Saint-François-de-Sales. Après des études en littérature et en philosophie, il échoue à plusieurs reprises à l'agrégation de philosophie puis devient enseignant au lycée Stéphane-Mallarmé de Sens.
Il est professeur de langue française en Égypte en 1950 puis consacre l'année 1952 à la visite des grands musées européens. De 1954 à 1956, il vit en Grèce où il enseigne à la Mission laïque française (aujourd'hui Institut Français de Thessalonique). En 1956, il enseigne la philosophie, le latin, l’histoire et la géographie à l'école internationale de Genève, en Suisse.
En 1957, il publie aux Éditions de Minuit La Modification, roman écrit presque entièrement à la deuxième personne du pluriel (« vous »), pour lequel il reçoit le prix Renaudot.
À partir de la fin des années 1950, Michel Butor écrit des textes pour des pièces musicales d'Henri Pousseur (Votre Faust (1960-1968), Répons (1960-1965), Le Procès du jeune chien (1974-1978), La Rose des voix (1982), Déclarations d'orages (1989), Les Leçons d'enfer (1991), Le Sablier du Phénix (1993), etc.). Butor rompt avec l'écriture romanesque après Degrés (1960), avec la publication de Mobile en 1962 dans lequel il reconnaît avoir introduit l'hypertexte en littérature.
En 1960, il signe le « Manifeste des 121 », déclaration sur le « droit à l'insoumission » dans le contexte de la guerre d'Algérie.
En 1973, il fait publier Intervalle, ouvrage dans lequel apparaît un souci pédagogique du processus d’écriture qui l’habite alors depuis plusieurs années.
Il commence une carrière universitaire comme professeur de littérature à partir de 1960, tout d'abord au Bryn Mawr College, aux États-Unis, puis en France à l'université de Nice de 1970 à 1975 (il soutient une thèse de doctorat en 1971) et, finalement, à l'université de Genève de 1975 jusqu'à sa retraite en 1991,. À partir de 1986, il vit à Lucinges, un village de Haute-Savoie proche de Genève, dans sa maison baptisée A l'écart (sa villa précédente de Terra Amata à Nice s'appelant d'ailleurs Les Antipodes), transformée après sa mort en Musée Michel Butor.
En 2006 commence la publication de ses œuvres complètes en treize volumes par les éditions de la Différence sous la direction de Mireille Calle-Gruber.
Le 24 août 2016, il meurt à l'hôpital de Contamine-sur-Arve, dans le département de la Haute-Savoie, non loin de son lieu de résidence, trois semaines avant son 90e anniversaire.

### Famille
Michel Butor se marie en 1958 avec Marie-Jo Mas, née en 1932, qui a suivi des études de puéricultrice, avant de devenir répétitrice à l’école internationale de Genève puis photographe à partir de 1989. Elle meurt en 2010. Le couple a eu quatre filles.

### Récompenses et distinctions
- 1957 : Prix Fénéon pour L'Emploi du temps
- 1957 : Prix Renaudot pour La Modification
- 1960 : Prix de la critique littéraire pour Répertoire
- 1998 : Grand prix du romantisme Chateaubriand pour Improvisations sur Balzac
- 2006 : Prix Mallarmé pour Seize Lustres
- 2007 : Grand prix des poètes de la SACEM
- 2013 : Grand prix de littérature de l'Académie française pour l'ensemble de son œuvre
- 2016 : Grand prix de poésie de la SGDL

## Analyse de l’œuvre
Après avoir essayé dans ses premiers livres de concilier à la fois un certain détachement de la forme traditionnelle du roman et une volonté de représenter le monde contemporain, se rattachant ainsi au groupe du Nouveau Roman (Nathalie Sarraute, Alain Robbe-Grillet, Samuel Beckett, Jean Ricardou, Robert Pinget, Claude Simon), il choisit des formes nouvelles expérimentales, à partir de Mobile, grand ouvrage fait de collages divers (encyclopédies américaines, descriptions d'automobiles, articles de journaux, etc.) pour essayer de rendre compte de la réalité étonnante des États-Unis contemporains.
Cette volonté d'expérimentation pour représenter le monde se retrouve dans tous ses ouvrages, qu'il s'agisse de récits de voyages (série Le Génie du lieu), de récits de rêves (Matière de rêves), ou de ses très nombreuses collaborations avec des peintres et des artistes contemporains (recueillis dans la série des Illustrations). Ce travail avec les peintres a peu à peu fini par constituer un nouveau plan de ses interventions littéraires par son approche « sur », « avec » puis « dans » la peinture. Le texte critique des débuts (pour mémoire sa première critique d'art consacrée à Max Ernst date de 1945) a fini par se trouver remplacé par une myriade d'ouvrages à tirage plus ou moins limité qui questionnent la notion d'œuvres croisées.
Il a ainsi collaboré avec un très grand nombre de plasticiens pour réaliser des livres-objets et des livres d'artiste.
Il a délaissé le genre du roman proprement dit depuis les années 1960. Outre l'écriture de nombreux essais, il pratique divers genres qui s'apparentent à la poésie. Dans un entretien, Michel Butor affirme que sa prédilection tardive pour le genre essayistique s'est accompagnée de la mise au rancart de sa pratique romanesque :

« Lorsque j'ai commencé à publier, j'ai pensé pendant un certain temps que je pourrais tout mettre dans le roman. Mais je me suis rendu compte assez vite que, tout en écrivant des romans, j'écrivais aussi des essais. »

## Œuvres notables

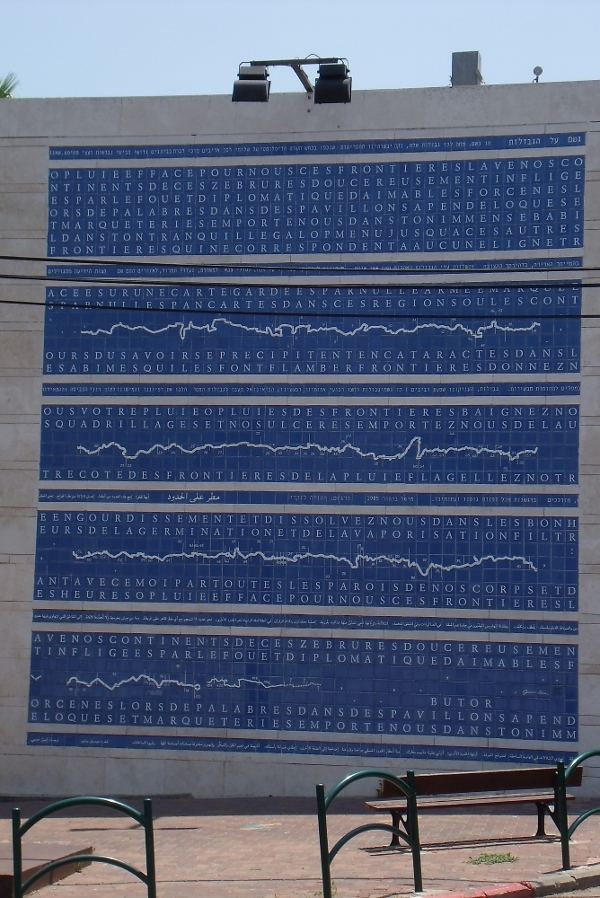
Texte de Michel Butor en hébreu, en français et en arabe sur un pan de la façade du bâtiment de l'association de la Maison de la vigne Beit Hagefen à Haïfa (Israël) en 2010.

Butor est un des auteurs les plus prolifiques du monde littéraire ; il a lui-même recensé 1 400 œuvres de son cru.

### Romans
- Passage de Milan Paris, Minuit, 1954[18]
- L'Emploi du temps, Paris, Minuit, 1956
- La Modification, Paris, Minuit, 1957
- Degrés, Paris, Gallimard, 1960

### Poésie
- Hoirie-Voirie, illustré par Pierre Alechinsky, édition hors commerce, Olivetti, 1970
- Travaux d'approche, Paris, Gallimard, 1972, coll. « Poésie »
- Catalogue d'exposition de Georges Lauro[19], Vence, galerie Alphonse Chave, 1979
- Envois, Paris, Gallimard, 1980, coll. « Le chemin »
- Colloque des mouches, illustré par Julius Baltazar, Jacques Matarasso éditeur, 1980
- Au sérail d'Ivry, illustré par Julius Baltazar, Jacques Matarasso éditeur, 1982
- Exprès, Paris, Gallimard, 1983, coll. « Le chemin »
- À fleur de peau, Les Ateliers du Prisme, 1985, 150 exemplaires numérotés
- Passages de fleurs, illustré par Jacques Hérold, Les Ateliers du Prisme pour la Caisse des dépôts et consignations, 1985
- Victor Hugo écartelé, illustré par Jiri Kolar, Æncrages & Co, 1988
- Le fil à quoi tient notre vie, illustré par Joël Leick, Æncrages & Co, 1996
- Don Juan
- Zoo
- Géographie parallèle, L'Amourier éditions, 1998
- Dialogue avec Arthur Rimbaud, L'Amourier éditions, 2001
- Au Rendez-vous des amis, L'Amourier éditions, 2003
- Loup gris, loup bleu, éditions de l'Astronome, 2004
- L' Homme et ses masques (en collaboration avec Alain-Michel Boyer), Paris, Hazan, 2005
- Survivre, illustré par Georges Badin, Æncrages & Co, 2010, coll. « Voix de chants »[20]
- Les Temps suspendus, illustré par Henri Maccheroni avec la participation de Bertrand Roussel, Mémoires Millénaire, 2010
- 24 Trièdres, illustré par jean marc Scanreigh, Æncrages & Co, 2011, coll. « Voix de chants »
- Enjambements, photographies de Joël Leick, coll. « Avec », Cadastre8zéro, 2012
- Femmes de Courbet, illustré par Colette Deblé d'après 21 tableaux de Gustave Courbet, coll. « Écri(peind)re », Æncrages & Co, 2012
- Une nuit sur le Mont Chauve, en collaboration avec Miquel Barceló, Paris, La Différence, 2012  (ISBN 978-2729119867)
- étendards étendoirs. Artgo & Cie, 2012  (ISBN 978-2-919642-05-2)
- Le Long du corps, illustré par Paul de Pignol, Rouen, L'Instant perpétuel[21], 2015  (ISBN 2-915848-36-X)
- Solitudes enchevêtrées, illustré par Paul de Pignol, Rouen, L'Instant perpétuel, 2015  (ISBN 2-915848-35-1)
- Sculpter le brouillard, illustré par Éric Bourguignon, Rouen, L'Instant perpétuel, 2015  (ISBN 2-915848-41-6)
- Absence, illustré par Anne-Marie Donaint-Bonave, Rouen, L'Instant perpétuel, 2015  (ISBN 2-915848-37-8)
- Propos en l'air, illustré par Robert Brandy. Artgo & Cie, 2014  (ISBN 978-2-919642-11-3)
- Commémoration pour le drapeau noir, Artgo & Cie, 2015  (ISBN 978-2-919642-15-1)
- Georges en moto, illustré par Sophie Rousseau, Rouen, L'Instant perpétuel, 2016  (ISBN 2-915848-39-4)
- Feu de carte[22]

#### Traduction
- Friedrich Hölderlin, L’Aède en exil, poèmes librement adaptés en français, illustrations de Bernard Dufour, Éditions Fata Morgana, 2000

### Textes expérimentaux
- Mobile : étude pour une représentation des États-Unis, Paris, Gallimard, 1962
- Réseau aérien, 1962
- Portrait de l'artiste en jeune singe, 1967
- Le Génie du lieu : série de cinq ouvrages (Le Génie du lieu (1958), Ou (1971), Boomerang (1978), Transit (1992) et Gyroscope (1996))
- Matière de rêves : série de cinq ouvrages, 1975-1985
- Mais où sont les rouilles d'antan, illustré spécialement par le peintre Joël Leick, 32 pages, Éditions Fata Morgana, 1999  (ISBN 978-2-85194-477-1)

### Essais
- Répertoire I à V, Paris, Minuit, 1960-1982
- Histoire extraordinaire : essai sur un rêve de Baudelaire, 1961
- Retour du boomerang, 1988
- Improvisations sur Flaubert, 1989
- Improvisations sur Rimbaud, 1989
- Icare à Paris ou les entrailles de l'ingénieur, 1992
- L'Utilité poétique, 1995
- Le Sismographe aventureux – Improvisations sur Henri Michaux, Paris, La Différence, 1999[23]
- Improvisations sur Balzac, Paris, La Différence, 1998, trois vol.  (ISBN 2-72911-222-7, 2-7291-1221-9 et 2-72911-220-0)
- Neuf leçons de littérature, avec Chloé Delaume, Pierrette Fleutiaux, et Hédi Kaddour, 2007  (ISBN 978-2-84420-540-7)
- Petite histoire de la littérature française : 1 livre + 6 CD + 1 DVD, Éditions Carnets Nord 2008  (ISBN 978-2-35536-005-3)
- Improvisations sur Michel Butor : L'écriture en transformation, Paris, Éditions de la Différence, coll. « Minos », 2014 (1re éd. 1993), 320 p. (ISBN 978-2-7291-2126-6, présentation en ligne)
- Hugo, Paris, Buchet-Chastel, 2016, 208 p.  (ISBN 978-2-28302-885-8)

#### Traductions
- Aron Gurwitsch, Théorie du champ de la conscience, Bruxelles, DDB, 1957, traduction de Field of Consciousness
- György Lukács, Brève histoire de la littérature allemande, avec Lucien Goldmann, Nagel, 1949
- Shakespeare, Tout est bien qui finit bien, Formes et Reflets, 1958
- Bernardino de Sahagún, De l'origine des Dieux, un des livres de l’Histoire générale des choses de la nouvelle Espagne, mis en français par Michel Butor, Éditions Fata Morgana, 1981

### Écrits sur la peinture
- Description de San Marco, 1963
- Les mots dans la peinture, 1969
- Illustrations [I à IV] : série de quatre ouvrages, 1964-1976
- Hérold, 1964
- Delvaux : catalogue de l’œuvre peint, en collaboration avec Jean Clair et Suzanne Houbart-Wilkin, Production de la Société Nouvelle d'Éditions Internationales, Bruxelles, 1975
- Notes autour de Mondrian in Tout l’œuvre peint de Piet Mondrian, 1976
- Vanité, 1980
- Envois, 1980
- La Verge, 1981
- Express (Envois 2), 1982
- Vieira Da Silva, 1983
- Avant-goût [I à IV], 1984-1992
- Diego Giacometti, 1985
- L’œil de Prague. Dialogue avec Charles Baudelaire autour des travaux de Jiři Kolář, 1986
- Dialogue avec Eugène Delacroix sur l’entrée des Croisés à Constantinople, 1991
- Faust de Goethe illustré par Delacroix, éditions Diane de Selliers, postface de Michel Butor, 1997
- « Les mosquées de New York ou l’art de Mark Rothko » in Mark Rotko, 1999
- Dialogue avec Rembrandt Van Rijn sur Samson et Dalila, 2005
- Le Chemin du ciel et La Chute des damnés : Une lecture de Dirk Bouts, Éditions Invenit, 2011
- Le Musée imaginaire de Michel Butor, Flammarion, 2015

#### En collaboration avec Michel Sicard
- Dotremont et ses écrivures. Entretien sur les logogrammes, 1978
- Ania Staritsky. Matières et talismans, 1978
- Problèmes de l’art contemporain à partir des travaux d’Henri Maccheroni, 1983
- Alechinsky Frontières et bordures, 1984
- Pierre Alechinsky ABC de Correspondance, 1986
- Postface au Traité des excitants modernes d'Honoré de Balzac, illustré par Pierre Alechinsky, 1989
- Alechinsky Travaux d’impression, 1992
- Titi Parant plasticienne, Éditions de l'œil, 2002

### Livres d'artiste
Michel Butor collaborait régulièrement avec des peintres pour réaliser des livres d'artiste ou des « livres pauvres » ; leur nombre approche les 1 500 titres. Ils sont parfois nommés « livres manuscrits », en ayant la caractéristique d’être presque des « éditions quasi clandestines ».
- En 1981 il collabore, avec un travail intitulé Les Révolutions des calendriers, à la revue d'art Trou (no 2).
- En novembre 2005, ensemble de « travaux croisés » grâce à une rencontre organisée à Marrakech dans une résidence d'artistes réunis autour de lui, organisée par l'association la Rose de Dadès sur une invitation de l'Institut français de Marrakech. Les artistes autour de Michel Butor sont : Ouida Abdelghani, Salah Benjakan, Mylène Besson, Marie-Jo Butor, Larbi Cherkaoui, Rachid El Bankdi, Maxime Godard, Pierre Leloup et Mohamed Mourabiti.
- Une exposition s'est tenue en 2006 à la Bibliothèque nationale de France à Paris sous le titre « Michel Butor, l'écriture nomade ». Un colloque francophone a suivi : « Michel Butor : Déménagements de la littérature », sous la présidence de Mireille Calle-Gruber.
- En mars 2007 est organisée à la Cité des Arts de Chambéry une exposition intitulée « Le livre dans tous ses états » et consacrée à l'exposition des travaux exécutés à Marrakech. Le 15 mars, accompagné de plusieurs de ces artistes, Michel Butor, dans une conférence, parle de sa démarche préliminaire et les péripéties de cette rencontre à Marrakech à travers la lecture des poésies écrites à cette intention et ses commentaires.
- L’Amateur lointain réalisé en collaboration avec le peintre Georges Badin
- Le Jardin Catalan réalisé en collaboration avec le peintre Georges Badin
- Souvenirs illusoires d'un Japon très ancien réalisé en collaboration avec le peintre Geneviève Besse
- 1984 : La Quinte Major, texte manuscrit avec dessins originaux de Vincent Bioulès, Patrick Lanneau, Gérald Thupinier et Mark Willis, 15 exemplaires
- 1984 : Rêveuse Riviera, photographies de Cuchi White sur les villas 1900 de la Côte d'azur, éditions Herscher.
- 1990 : Notre Île de Pâques réalisé en collaboration avec Pierre Demarne
- 1998 : Empreintes en croissance réalisé en collaboration avec Gérard Serée, L'Amourier éditions
- 1998 :  Le Phare naufragé avec 7 dessins de Jean-marc Scanreigh, Rémy Maure éditions, Clichy
- 2000 : Tombes titubantes (Ides et Calendes, photogalerie 7) avec photos d'Henri Maccheroni
- 2000 :  Les Insinuants avec 5 eaux fortes de Jean-marc Scanreigh, Rémy Maure éditions, Clichy
- 2001 :  Les Aventuriers de la demi-lune avec 8 dessins originaux de Jean-marc Scanreigh, Rémy Maure éditions, Clichy
- 2002 :  L'enfer des Ptolémées avec 24 gravures originales érotiques de Jean-marc Scanreigh, Rémy Maure éditions, Clichy
- 2004 : Loup gris, Loup bleu réalisé en collaboration avec le peintre Kaviiik[25]
- 2005 : Chants de la gravitation réalisé en collaboration avec le peintre Georges Badin
- 2006 : Flux & reflux réalisé en collaboration avec la gravure Khédija Ennifer-Courtois
- 2007 : Don Juan en Occitanie de Colette Deblé (artiste) et Michel Butor (auteur), édition Æncrages & Co, coll. « Livres d'artistes »
- 2007:  Eloge de la Paresse avec 4 gravures originales de Jean-marc Scanreigh, Rémy Maure éditions, Clichy
- 2008 : Reptation, collages, marouflages et peinture acrylique de José San Martin, collages, gravures et peinture acrylique de Jean-Pierre Thomas, tirage 12 exemplaires, Azul éditions[26]
- 2009 : Carcasses avec la photographie d'Eric Coisel et la peintre Patricia Erbelding (coll. « Mémoires »)
- 2010 : Réminiscences (20) - Au Japon de Voltaire d'Olivier Delhoume (artiste) et Michel Butor (auteur), éditions Æncrages & Co
- 2012 : Ferney de Michel Butor (auteur), Voltaire (auteur) et Martine Jaquemet (artiste), éditions Æncrages & Co
- 2013 : Monologue de la momie de Michel Butor (auteur) et Martine Jaquemet (artiste), Fata Morgana
- 2013 : Evian de Michel Butor (auteur) et Jacquie Barral (artiste), éditions Æncrages & Co
- 2014 : Ouverture éphémère de la maison du livre d'artiste à Lucinges[27]
- 2016 : La Modification-II livre peint, leporello de Jean-Pierre Hastaire (peintre), coll. « Figures »
- 2016 : 90, livre peint lors d'une lecture-performance de Michel Butor par Jean-Michel Marchetti à Baume-les-Dames, Æncrages & co

### Divers
- Dialogue avec 33 variations de Ludwig van Beethoven sur une valse de Diabelli, Paris, Gallimard, 1971, coll. « Le Chemin »
- Le Japon depuis la France, Un rêve à l'ancre, Hatier, 1995
- « Déchiffrer les mystères d'un monde moderne », entretien avec Agnès Marcetteau-Paul, Revue Jules Verne 18, Conversations avec Michel Butor et Péter Esterházy, Centre International Jules Verne, 2004, p. 65-114
- « Souvenir de La Villetertre » et « Baie de Somme », dans Picardie, autoportraits, collectif, Centre International Jules Verne/Éditions de la Wéde, 2005
- L’Éloignement du prince Icare, Lamentation sur la mort d'Henri Pousseur, hommage à Henri Pousseur, Cadastre8zéro, 2008
- Michel Butor et Graziella Borghesi, Migrations, coll. « Résidences en Baie de Somme », Cadastre8zéro, 2009
- Jardins de rue au Japon, avec Olivier Delhoume, Genève, Notari 2010
- Les Trois Châteaux, livre pour enfants, illustré par Titi Parant, Paris, La Différence, 2012
- Conversation sur le temps, entretien avec Carlo Ossola, Paris, La Différence, 2012
- Hugologie / Julius Baltazar, catalogue de l'exposition éponyme[28] avec des interventions sur des peintures de Julius Baltazar, Paris, éditions du Littéraire, 2015
- ALBUM, photos de Marie-Jo et interventions manuscrites de Michel Butor, Artgo & Cie, 2015  (ISBN 978-2-919642-17-5)
- Graines, photographies de Paul Starosta, éditions 5 continents, 2016  (ISBN 978-88-7439-762-4)
- Michel Butor et Mohammed Mourabiti, Opération Marrakech 3, coll. « Avec », Cadastre8zéro, juin 2016

#### Ouvrages
- Jennifer Waelti-Walters, Alchimie et Littérature, Paris, Denoël, 1975.
- Jennifer Waelti-Walters, Michel Butor, Victoria Canada, Sono Nis Press, 1977.
- Christian Skimao et Bernard Teulon-Nouailles, Michel Butor Qui êtes-vous?, 1988.
- Else Jongeneel, Michel Butor et le pacte romanesque : écriture et lecture » dans "L'Emploi du Temps", "Degrés", "Description de San Marco" et Intervalle", Paris, Corti, 1988  (ISBN 2-7143-0249-1).
- Laurent Bazin, La Création selon Michel Butor, 1991.
- Jennifer Waelti-Walters, Michel Butor, Amsterdam, Rodopi, 1992.

#### Articles
- Denise Bourdet, « Michel Butor », dans : Encre sympathique, Paris, Grasset, 1966.
- Robert Melançon, « Entretien avec Michel Butor », Études françaises, volume 11, numéro 1, février 1975, p. 67-92 (lire en ligne).
- Georges Godin, « Intervalle ou le livre cahier d’écriture », Études françaises, vol. 18, no 2,‎ automne 1982, p. 69-87 (lire en ligne).
- Stéphane Girard, « Éléments d’énonciation hétérotopique postmoderne dans 6 810 000 litres d’eau par seconde. Étude stéréophonique (Niagara) de Michel Butor », Études françaises, vol. 45, no 1,‎ 2009, p. 139-159 (lire en ligne).
- Roger-Michel Allemand, « Michel Butor : propos sur l’enseignement, le jeu et l’improvisation », The French Review, Vol. 83, n° 3, février 2010, p. 526-537.

### Filmographie
- Pierre Coulibeuf, Divertissement à la maison de Balzac, court métrage, 1989.
- Pierre Coulibeuf, Michel Butor Mobile, long métrage, 1999.
- [vidéo] Séminaire « Autour de Michel Butor » organisé au Collège de France, 2008-2009.
- Cueillis au passage avec Michel Butor à Lucinges (1 vol., 15 p. + 1 DVD, 32 min), réalisation Thésée, Arthésée éditions, 2010 (BNF 42632223).

### Notices
- Ressources relatives à la littérature :   - Académie française (lauréats)
  - Centre international de poésie Marseille
  - The Encyclopedia of Science Fiction
  - Internet Speculative Fiction Database
  - Kritisches Lexikon zur fremdsprachigen Gegenwartsliteratur
  - NooSFere
- Ressources relatives à la recherche :   - Académie royale de Belgique
  - Cairn
  - Diffusion des savoirs de l'École normale supérieure
  - Persée
- Ressources relatives à la musique :   - Discogs
  - Grove Music Online
  - MusicBrainz
  - Muziekweb
- Ressources relatives aux beaux-arts :   - AGORHA
  - Delarge
  - Union List of Artist Names
- Ressources relatives au spectacle :   - Archives suisses des arts de la scène
  - Les Archives du spectacle
- Ressource relative à plusieurs domaines :   - Radio France
- Ressource relative à l'audiovisuel :   - IMDb
- Notices dans des dictionnaires ou encyclopédies généralistes :   - Base de données des élites suisses
  - Britannica
  - Brockhaus
  - Den Store Danske Encyklopædi
  - Deutsche Biographie
  - Dictionnaire historique de la Suisse
  - Enciclopedia italiana
  - Gran Enciclopèdia Catalana
  - Hrvatska Enciklopedija
  - Internetowa encyklopedia PWN
  - Nationalencyklopedin
  - Munzinger
  - Proleksis enciklopedija
  - Store norske leksikon
  - Treccani
  - Universalis
  - Who's Who in France
- Notices d'autorité :   - VIAF
  - ISNI
  - BnF (données)
  - IdRef
  - LCCN
  - GND
  - Italie
  - Japon
  - CiNii
  - Espagne
  - Belgique
  - Pays-Bas
  - Pologne
  - Israël
  - NUKAT
  - Catalogne
  - Suède
  - Vatican
  - WorldCat